# Javier Cortes Álvarez de Miranda
Javier Cortes Álvarez de Miranda (Santander, 6 de diciembre de 1929-Palencia, 3 de marzo de 2009) fue un arqueólogo, historiador, investigador y filántropo español, muy vinculado a la localidad palentina de Saldaña. Dedicó su vida al descubrimiento y estudio de la villa romana de La Olmeda, en la cercana localidad de Pedrosa de la Vega.

## Biografía
Hijo del diputado conservador Ricardo Cortes Villasana, y primo del presidente del Congreso de los Diputados entre 1977 y 1979 y Defensor del Pueblo entre 1994 y 1999 Fernando Álvarez de Miranda, Javier estudió ingeniería agrónoma, sin embargo su gran pasión fue la arqueología y la divulgación científica de los hallazgos de la Villa romana de La Olmeda, con uno de los conjuntos de mosaicos mayores del Imperio romano.
Descubierta esta en una finca de su propiedad el 5 de julio de 1968, desde entonces no dejó de trabajar en todo lo relativo a su estudio y promoción. En 1980 Javier Cortes cedió gratuitamente a la Diputación de Palencia este importante conjunto artístico, declarado bien de unterés cultural y considerado uno de los yacimientos arqueológicos más importantes del mundo romano hispánico. 
Javier Cortes Álvarez de Miranda, que ocupó el cargo de alcalde de Saldaña, fue académico de número de la Institución Tello Téllez de Meneses desde abril de 1996. Falleció, víctima de un derrame cerebral, el 3 de marzo de 2009, en el Hospital Río Carrión de Palencia.

### Libros
- Abásolo Álvarez, José Antonio, Cortes Álvarez de Miranda, Javier y Marcos Herrán, Francisco Javier (2004). «Los recipientes de vidrio de las necrópolis de La Olmeda (Palencia)». Palencia: Diputación de Palencia. ISBN 84-8173-109-9.
- Cortes Álvarez de Miranda, Javier (2001). La villa romana de La Olmeda: guía breve. Palencia: Diputación de Palencia. ISBN 84-8173-086-6.
- Abásolo Álvarez, José Antonio, Cortes Álvarez de Miranda, Javier, Pérez Rodríguez-Aragón, Fernando (1997). La necrópolis Norte de La Olmeda (Pedrosa de la Vega, (Palencia). Palencia: Diputación de Palencia. ISBN 84-8173-057-2.
- Cortes Álvarez de Miranda, Javier (1996). Rutas y villas romanas de Palencia. Madrid: Diputación de Palencia. ISBN 84-920599-4-X.

### Colaboraciones en obras colectivas
- Nozal Calvo, Miguel, Abásolo Álvarez, José Antonio y Cortes Álvarez de Miranda, Javier (1999, 2000). Intervenciones arqueológicas en los baños de la villa de La Olmeda (Pedrosa de la Vega, Palencia). Termas romanas en el occidente del imperio : II Coloquio Internacional de Arqueología en Gijón  pags. 311-318. ISBN 84-89880-37-9.
- Pérez Rodríguez-Aragón, Fernando, Abásolo Álvarez, José Antonio y Cortes Álvarez de Miranda, Javier (1995). Notas acerca de la tardoantigüedad en tierras palentinas: el mundo funerario. Actas del III Congreso de Historia de Palencia : 30, 31 de marzo y 1 de abril de 1995 / coord. por María Valentina Calleja González, Vol. 1, 1990 (Prehistoria, Arqueología e Historia Antigua) pags. 209-240. ISBN 84-8173-034-3.

### Artículos
- Cortes Álvarez de Miranda, Javier (2005). «Noches Buenas de Saldaña: Discurso de apertura del curso académico 2004/2005». Publicaciones de la Institución Tello Téllez de Meneses (76): 5-26. ISSN 0210-7317.
- Cortes Álvarez de Miranda, Javier (2005). «Villas Romanas en Palencia». Álbum, letras, artes (64): 62-70. ISSN 1131-6411.
- Pérez Rodríguez-Aragón, Fernando, Cortes Álvarez de Miranda, Javier y Abásolo Álvarez, José Antonio (1999). «La villa romana de "La Olmeda" y su museo monográfico (Ejemplar dedicado a: Museos de Sitio : Homenaje a José Luis Argente Oliver (1949-1998))». Museo. Revista de la Asociación Profesional de Museólogos de España (4): 91-102. ISSN 1136-601X.
- Cortes Álvarez de Miranda, Javier (1999). «Algunos datos sobre el santuario de la Virgen del Valle en Saldaña». Publicaciones de la Institución Tello Téllez de Meneses (70): 487-492. ISSN 0210-7317.